# 田村町 (栃木市)
田村町（たむらまち）は、栃木県栃木市の町名。郵便番号は328-0004。

## 地理
栃木市の東部、国府地区の南部に位置し、南は小山市と接している。
中部を東西に小金井街道（栃木県道44号栃木二宮線）が通過し、南部を僅かに思川が掠める。北部には星風会病院星風院があり、南部には下野国庁跡やそれに付随する形で下野国庁跡資料館がある。下野国庁跡は1976年（昭和51年）から調査が始まり、4年目に宮目神社周辺で政庁跡とされる遺跡が発見された。
隣接する地名
- 東 - 大光寺町
- 西 - 国府町、寄居町
- 南 - 小山市大本、小山市小宅
- 北 - 惣社町

河川
- 思川

## 歴史
沿革
- 1889年（明治22年）4月1日 - 町村制施行により、栃木県下都賀郡田村が惣社村、柳原新田、大光寺村、寄居村、国府村、大塚村と合併し国府村が成立、国府村田村となる。
- 1957年（昭和32年）3月31日 - 国府村が栃木市に編入され、栃木市田村町となる。

## 世帯数と人口
2017年（平成29年）8月31日現在の世帯数と人口は以下の通りである。
| 町丁   | 世帯数  | 人口  |
| ------ | ------- | ----- |
| 田村町 | 238世帯 | 423人 |

## 交通

### 道路
主要地方道
- 栃木県道44号栃木二宮線（小金井街道）

一般県道
- 栃木県道296号小山都賀線

## 小・中学校の学区
市立小・中学校に通う場合、学区は以下の通りとなる。
| 番地 | 小学校               | 中学校             |
| ---- | -------------------- | ------------------ |
| 全域 | 栃木市立国府南小学校 | 栃木市立東陽中学校 |